# Eragrostis desertorum
Eragrostis desertorum är en gräsart som beskrevs av Karel Domin. Eragrostis desertorum ingår i släktet kärleksgrässläktet, och familjen gräs. Inga underarter finns listade i Catalogue of Life.